# (7048) Chaussidon
(7048) Chaussidon (1981 EH34) – planetoida z grupy pasa głównego asteroid okrążająca Słońce w ciągu 4 lat i 350 dni w średniej odległości 2,90 j.a. Została odkryta 2 marca 1981 roku w Siding Spring Observatory w Australii przez Schelte Busa. Nazwa planetoidy pochodzi od Marca Chaussidona (ur. 1961), dyrektora Centre de Recherches Petrographiques et Geochimiques w Nancy.